# Bo Sjölin
Bo Sjölin (Ashammar, 5 november 1931 - Leeuwarden, 12 september 2016) was een Zweedse taalkundige, die zich vooral toelegde op de studie van het Fries. Hij stond bekend om zijn stelling dat de taalkundige variatie in Oudfriese teksten primair chronologisch in plaats van geografisch te verklaren zou zijn. Deze stelling heeft weinig navolging gevonden. Sjölin nam wel een onderverdeling aan in een Oudoostfries en een Oudwestfries dialect. Hij leverde ook bijdragen aan de Friese lexicologie.

## Over Sjölin
- Oebele Vries: 'Levensbericht Bo Sjölin'. In: Jaarboek van de Maatschappij der Nederlandse Letterkunde 2021-2022, pag. 222-226